# 戈茲湖
54°40′26″N 94°14′48″W / 54.67389°N 94.24667°W
戈茲湖是加拿大的湖泊，位於該國中部，由曼尼托巴省負責管轄，長80公里、寬45公里，面積1,061平方公里，島嶼面積90平方公里，是該省第七大湖泊，海拔高度178米，湖岸線長度474公里，平均水深13.2米，最大水深75.3米，蓄水量13.8立方公里。